# Gomphidia quarrei
Gomphidia quarrei – gatunek ważki z rodziny gadziogłówkowatych (Gomphidae). Występuje w Afryce Subsaharyjskiej.
W RPA imago lata od września do końca kwietnia. Długość ciała 51–52 mm. Długość tylnego skrzydła 38–39 mm.